# Ольша, Александра
Александра Ольша (пол. Aleksandra Olsza; р. 8 декабря 1977, Катовице) — польская теннисистка, победительница Уимблдонского турнира 1995 года среди девушек в одиночном и парном разрядах.

## Личная жизнь
Александра Ольша родилась в Катовице. Её мать — 29-кратная чемпионка Польши по теннису Барбара Краль. Отец, Лехослав, также играл в теннис, выступая за команды Катовице и Тыхы. После начала профессиональной карьеры Ольша в основном проживала в США.

## Спортивная карьера
Александра тренировалась у своей матери, Барбары Краль — одной из наиболее именитых польских теннисисток. С 1986 по 1995 год она выступала за катовицкий клуб GKS, после чего перешла в SKT (Сопот). В 1993 году Александра уже стала чемпионкой Польши в женских и смешанных парах, а с 1994 по 1996 год трижды подряд становилась чемпионкой Польши в одиночном разряде, дважды (в 1994 и 1996 годах) совместив этот титул с победой в женском парном разряде. С 17 лет она выступала за сборную Польши в Кубке Федерации.
На международном уровне основные успехи Александры пришлись на юниорский период карьеры. В 1992 году на юношеском чемпионате Европы она завоевала серебряную медаль в паре с Сыльвией Рынажевской. В 1995 году она выиграла Уимблдонский турнир среди девушек в одиночном разряде (переиграв в финале Тамарин Танасугарн) и в паре с Карой Блэк. Она также завоевала серебряные медали чемпионата Европы среди девушек в одиночном и парном разряде (с Магдаленой Гжибовской) и стала финалисткой Открытого чемпионата США, где её партнёршей была Анна Курникова.
В мае 1993 года, в 15 лет, Ольша выиграла свой первый профессиональный турнир, проходивший под эгидой Международной федерации тенниса (ITF) в её родном Катовице. Успеха она добилась в парном разряде, куда получила wildcard. До конца года она завоевала ещё три титула ITF в парном разряде. В 1995 году, в свой последний год в качестве юниорки, Ольша дошла до финала турнира WTA III категории в Москве, где выступала в паре с Курниковой. Позже, на турнире WTA в Паттайе, она дошла до четвертьфинала в одиночном разряде, победив по пути двух соперниц из первой сотни рейтинга.
В марте 1996 года Ольша, одержав шесть побед в шести играх, помогла сборной Польши выйти в I Европейско-африканскую группу Кубка Федерации. На Уимблдонском турнире она прошла квалификационный отбор и, обыграв свою напарницу Гжибовскую (80-ю в мире на тот момент), вышла во второй круг основной сетки. На Открытом чемпионате США она повторила этот результат после победы над 11-й ракеткой мира Магдаленой Малеевой, после чего впервые вошла в число ста сильнейших теннисисток мира. Между этими двумя турнирами она приняла участие в парном турнире Олимпиады в Атланте, но вместе с Гжибовской проиграла в первом же круге французской паре Мари Пьерс-Натали Тозья. В самом начале следующего сезона она вышла в свой второй парный финал, на сей раз на турнире в Окленде (Новая Зеландия), где с ней выступала Елена Вагнер из Германии. По ходу турнира они обыграли две посеянных пары. В дальнейшем сезон, однако, сложился для Ольши неудачно.
В 1998 году Ольша выступала преимущественно в турнирах ITF и в одном из них, в Финиксе (Аризона), сумела победить в парном разряде. В финале она и Кристина Триска обыграли вторую посеянную пару турнира — Эми Фрейзер и Рику Хираки. В составе сборной она выиграла пять из шести своих встреч в I Европейско-африканской группе Кубка Федерации и вышла с командой в плей-офф Мировой группы, где, однако, польская дружина не смогла противостоять на равных команде Австрии. Осенью на турнире WTA в Паттайе Ольша уже в паре с Хираки вышла в свой третий финал. Польско-японская пара переиграла в четвертьфинале и полуфинале два посеянных тандема, но в финале всё же уступила первой паре турнира — Жюли Алар-Декюжи и Элс Калленс. В одиночном разряде Александра не добивалась значительных успеховм, хотя сумела за сезон нанести несколько поражений соперницам из первой сотни рейтинга, включая 46-ю ракетку мира Чанду Рубин. 1999 год стал последним в её короткой профессиональной карьере. В этом году она вышла во второй круг всех четырёх турниров Большого шлема в парном разряде, но в менее крупных турнирах не доходила дальше полуфинала (на Кубке Варшавы, относящемся к IV категории WTA). Тем не менее в сентябре она достигла 69-й позиции в рейтинге теннисисток, выступающих в парном разряде. Свой последний матч она провела в октябре 1999 года в Далласе, хотя об её уходе из профессионального тенниса было окончательно объявлено лишь в 2002 году.

## Участие в финалах турниров WTA за карьеру (3)
| Легенда                    |
| -------------------------- |
| Большой шлем (0)           |
| Итоговый чемпионат WTA (0) |
| I категория (0)            |
| II категория (0)           |
| III категория (1)          |
| IV категория (2)           |

### Парный разряд (3)
Поражения (3)
| №  | Дата        | Турнир                 | Покрытие | Партнёр        | Соперницы в финале                | Счёт в финале  |
| -- | ----------- | ---------------------- | -------- | -------------- | --------------------------------- | -------------- |
| 1. | 18 сен 1995 | Москва, Россия         | Ковёр    | Анна Курникова | Мередит Макграт Лариса Нейланд    | 1-6, 0-6       |
| 2. | 30 дек 1996 | Окленд, Новая Зеландия | Хард     | Елена Вагнер   | Жанетта Гусарова Доминик ван Рост | 2-6, 7-65, 3-6 |
| 3. | 16 ноя 1998 | Паттайя, Таиланд       | Хард     | Рика Хираки    | Жюли Алар-Декюжи Элс Калленс      | 6-3, 2-6, 2-6  |